# Aldán
Az Aldán férfinév az északi germán Haldan névből származik, jelentése bizonytalan, de első eleme talán hős.

## Gyakorisága
Az 1990-es években szórványosan fordult elő. A 2000-es és a 2010-es években nem szerepel a 100 leggyakrabban adott férfinév között.
A teljes népességre vonatkozóan a 2000-es és a 2010-es években az Aldán nem szerepelt a 100 leggyakrabban viselt férfinév között.

## Névnapok
- augusztus 31.[2]
- szeptember 6.[2]